# يوهان فوغل (كاتب)
يوهان فوغل (بالإنجليزية: Julius Vogel) (و. 1835 – 1899 م) هو سياسي، وصحفي، ودبلوماسي، وكاتب، وكاتب خيال علمي نيوزيلندي، ولد في لندن، توفي في لندن، عن عمر يناهز 64 عاماً، بسبب التهاب القصبات.

## مناصب
تولى منصب رئيس وزراء نيوزيلندا (15 فبراير 1876–1 سبتمبر 1876)
- رئيس وزراء نيوزيلندا (8 أبريل 1873–6 يوليو 1875)
- وزير المالية [الإنجليزية]‏
- عضو مجلس النواب نيوزيلندا
- سفير.

## التعليم
تعلم في University College School ‏، وRoyal School of Mines ‏، وكلية لندن الإمبراطورية.

## جوائز
حصل على جوائز منها:
- نيشان القديسان ميخائيل وجرجس من رتبة فارس قائد.

## روابط خارجية
- يوهان فوغل على موقع الموسوعة البريطانية (الإنجليزية)